# Robert Gottschalk
Robert Gottschalk (12 de març de 1918 – 3 de juny de 1982) fou un tècnic de càmera americà i el fundador de Panavision.

## Primers anys
El seu pare, Gustav, era un arquitecte que va construir uns quants hotels a Chicago, Illinois, on va viure amb la seva muller, Anna. L'èxit de Gustav va enriquir a la família i va influir en l'interès de Gottschalk per les pel·lícules. Després de graduar-se en teatre i arts a la Universitat de Carleton, a Minnesota, Gottschalk es va traslladar a Califòrnia per esdevenir cineasta.

## Trajectòria
En aquella època, les restriccions de l'equipament dificultaven la gravació en gran angular i Gottschalk va començar a experimentar amb equipaments de lents anamòrfiques patentats per Henri Chrétien. L'any 1953, el procés de CinemaScope, basat en les patents de Chrétien, va ser comprat i anomenat per la 20th Century Fox. Mentre les lents per a càmeres ja estaven en venda, el procés requeria també lents de projecció. Gottschalk va formar equip amb uns quants companys i va començar a oferir lents de projecció sota el nom de Panavision, les quals utilitzaven òptiques prismàtiques en comptes de cilíndriques.
Gottschalk va guanyar dos Oscars. El primer fou un Special Technical Oscar, rebut l'any 1960 pel desenvolupament del sistema fotogràfic panoràmic MGM Camera 65. Va compartir l'Oscar amb l'executiu de MGM Douglas Shearer i amb el co-fundador de Panavision John R. Moore. També va rebre un Oscar Honorífic l'any 1978 per desenvolupar la càmera Panaflex.

## Mort
Gottschalk va ser trobat apunyalat a casa seva a Los Angeles l'any 1982. El seu amant, Laos Chuman, va ser acusat del seu assassinat i va ser condemnat al juliol de 1983 a 26 anys de presó. Gottschalk va ser enterrat al Westwood Village Memorial Park Cemetery a Los Angeles.